# Bisztra Goszpodinova
Bisztra Sztefanova Goszpodinova (bolgárul: Бистра Стефанова Господинова; Szófia 1966. február 17. –) bolgár úszó, olimpikon.

## Sportpályafutása
Bisztra Goszpodinova a szülővárosában rendezett 1985-ös Európa-bajnokságon a bolgár 4 × 100 m-es vegyes váltó tagjaként szerzett bronzérmet. Az 1988-as szöuli olimpián ugyanebben a versenyszámban hatodik lett. Az 1985-ös nyári universiadén ezüstérmes volt 100 méteres hátúszásban.
1990 óta Rijekában, Horvátországban él, ahol férjével, Dimitar Bobevvel edzőként dolgozik.